# Marcin Krowicki
Marcin Krowicki (deutsch: Martin Krowicki, * 1500 in Lubawa; † 1573 in Piaski) war ein römisch-katholischer und später reformierter und unitarischer Priester und Theologe in Polen. Er war einer der Übersetzer der Brester Bibel.

## Leben und Wirken
Im Jahr 1515 begann Krowicki ein Studium an der Universität von Krakau. Nach Studienabschluss wurde er zunächst Sekretär und Gouverneur unter dem Krakauer Woiwoden Piotr Kmita Sobieński. In dieser Zeit traf er unter anderem mit dem Schriftsteller Stanisław Orzechowski zusammen. 1537 übernahm er eine katholische Pfarrstelle im heute ukrainischen Sudowa Wyschnja, distanzierte sich unter reformatorischem Einfluss aber zunehmend vom Katholizismus. Als einer der ersten Priester in Polen brach Krowicki 1550 mit dem Zölibat und heiratete mit Unterstützung Orzechowskis die wesentlich jüngere Magdalena Pobiedzińska. Nach dem Bruch mit der katholischen Kirche übernahm er 1551 von Francesco Stancaro die Predigerstelle der reformierten Gemeinde in Pińczów, das ein frühes Zentrum der reformatorischen Bewegung in Polen gewesen war. Um einer Verhaftung zu entgehen, übersiedelte Krowicki aber schon zwei Jahre später nach Wittenberg, an dessen Universität er in den Jahren 1553/1554 ein weiteres Studium aufnahm. Später wurde er Superintendent der reformierten Gemeinden um Raum Lublin und nahm an den Übersetzungsarbeiten für die Brester Bibel teil. Im innerkirchlichen Konflikt um die Ablehnung der Trinität übernahm er zunehmend antitrinitarische Standpunkte. Unter dem Einfluss von Petrus Gonesius trat er ab 1562 offen als Unitarier auf und nahm an den Synoden in Krakau und Pińczów teil, die die Gründung der Unitarischen Kirche in Polen-Litauen mit einleiteten (Polnische Brüder). In den folgenden Jahren wirkte Krowicki vor allem für die unitarischen Gemeinden im Raum Podlachien. 1570 kehrte er nach Lublin zurück und wurde Prediger in Piaski, wo er Mitte November 1573 starb. Kurz vor seinem Tod verfasste er noch einen Brief an Szymon Budny, in dem er sich in dem von 1572 bis 1575 schwelenden inner-unitarischen Konflikt über die Legitimität von Gewalt nach dem Livornischen Krieg deutlich gegen die täuferisch-pazifistische Partei in Rakau um Marcin Czechowic wandte und Staat und Militärdienst verteidigte.